# Гольденвейзер, Алексей Львович
Алексе́й Льво́вич Гольденве́йзер (12 января 1911, Москва — 12 января 2003) — советский и российский учёный в области теоретической механики, доктор физико-математических наук (1947), главный научный сотрудник Института проблем механики РАН.
Считается основателем современной математической теории оболочек, одним из последних представителей целой эпохи в развитии отечественной науки.

## Биография
Родился 12 января (нового стиля) 1910 года (по паспорту в 1911 году) в семье юриста Льва Владимировича Гольденвейзера, после 1917 года начавшего театральную карьеру. Дед — Владимир Соломонович Гольденвейзер (1853—1919) — инженер путей сообщения, публицист. Мать — Ольга Петровна (в девичестве Герасимович, 1883—1961) — работала стенографисткой. Родители разошлись вскоре после рождения сына и А. А. Гольденвейзер воспитывался матерью и отчимом — Иосифом Владимировичем Парпутти (?—1946), артистом оперетты.
Окончил физико-математический факультет МГУ (1931, однокурсником был М. В. Келдыш, М. И. Гуревич). Ученик А. А. Гвоздева.
Работал в ЦНИИ промышленных сооружений (1930—1941). С 1941 по 1942 год находился в рядах Красной армии в составе 46-й запасной стрелковой бригады, рядовой.
Был демобилизован и направлен для выполнения научной работы оборонного значения. Старший научный сотрудник новосибирского филиала ЦАГИ (1942—1947). В 1943 году защитил диссертацию на соискание учёной степени кандидат технических наук. Сотрудничал в п/я 1027 (1947—1948), ЦИАМ (1948—1950). 
С 1959 года работал в структуре АН СССР, с 1960 года — заведующий отделом теории упругости Института механики АН СССР (с 1965 года — Института проблем механики), с 1989 — главный научный сотрудник.
В 1947—1952 годах преподавал в МФТИ, а с 1952 по 1960 — в Всесоюзном заочном инженерно-строительном институте (заведующий кафедрой высшей математики). Доктор физико-математических наук (1947, тема диссертации "Качественное исследование уравнений тонких оболочек и некоторые приемы их интегрирования", профессор (1951).
Вошёл в Первоначальный состав Национального комитета СССР по теоретической и прикладной механике (1956), входил в оргкомитеты первых шести Всесоюзных съездов по теоретической и прикладной механики (1960—1986), Всесоюзных конференций по теории пластин и оболочек, активно участвовал в издании журналов «Прикладная математика и механика» (с 1948 года), «Инженерный журнал» (1961—1965), «Известия АН СССР. МТТ» (1966—1989, 1995—1999), «International Journal of Non-Linear Mechanics».
Опубликовал свыше 100 научных трудов, основные направления работы — теория оболочек и теория упругости. Дал завершение линейной теории оболочек. Развил приложения метода асимптотического интегрирования в теории упругости (включая динамические задачи). Участвовал в решении ряда прикладных задач, в том числе в определении гидроакустических характеристик тонкостенных подводных аппаратов, выполнил прочностные расчёты зеркала крупнейшего телескопа.
Ушёл из жизни 12 января 2003 года. Похоронен на Востряковском кладбище.

## Оценки коллег
Он бережно относился к затрате своей умственной энергии в случаях, не представлявших личного интереса. А. П. Филин

## Семья
- Жена — Ноэми Евсеевна Гуревич (1913—2001), библиотекарь[2].
  - Сын — Алексей Алексеевич Гольденвейзер (1936—1996), инженер-химик, изобретатель в области радиоэлектроники; его жена — Любовь Гершевна (Григорьевна) Сирота (род. 1937), ответственный секретарь редакции журнала «Нефтяное хозяйство»[9][2].
- Сестра — Ирина Львовна Гольденвейзер (1908—1987 или 1995), была замужем за математиком и механиком М. И. Гуревичем (1909—1975)[2].

## Награды
- Премия президиума всесоюзного научного инженерно-технического общества строителей СССР имени академика Б. Галёркина за лучшую работу по строительной механике (1953)[5]
- Заслуженный деятель науки и техники РСФСР (1970)[10]
- Государственная премия Российской Федерации в области науки и техники (1998)[10]
- Заслуженный Соросовский профессор[11]
- Орден Трудового Красного Знамени (1971)[3][2]
- Орден Дружбы народов (1981)[3][2]
- Медали «В память 800-летия Москвы», «За доблестный труд в Великой Отечественной войне 1941—1945 гг.»[12]

## Память
В Институте проблем механики РАН прошла выставка «Очерки об учёных-механиках. Алексей Львович Гольденвейзер»